# マギー・ローソン
マギー・ローソン（Maggie Lawson、1980年8月12日 - ）は、アメリカ合衆国の女優。

## 出演作品
- サイク/名探偵はサイキック?（ジュリエット・オハラ）
- おしゃれ探偵のミステリーファイル
- ザ・クリーナー 消された殺人（シェリー）
- LOVEルールズ
- ヤング・スーパーマン シーズン2
- おてんば探偵ナンシー・ドリュー
- スイッチング・ライフ　彼女と私の事情
- ER V 緊急救命室 第5シーズン
- フェリシティの青春 第1シリーズ
- リーサル・ウェポン (テレビドラマ) ファイナルシーズン(ナタリー)